# Leon Cymiel
Leon Cymiel, właśc. Leon Szymel (ur. 20 lutego 1924 w Chełmie, zm. 23 lipca 2002 w Warszawie) – były więzień obozu zagłady SS-Sonderkommando Sobibor.  W publikacjach powojennych używał pseudonimu "Dawid". 

## Życiorys
Syn Josefa Szymiela, prowadzącego sklep mięsny w Chełmie, którego wspólnikiem był Gustaw Fogiel. Matka nazywała się Lenczyńska. Miał brata Hersza i siostrę Jahowet. Planował  rozpocząć naukę w gimnazjum im. Stefana Czarnieckiego w Chełmie, co pokrzyżował wybuch II wojny światowej. W 1941 trafił z ojcem do obozu pracy w koszarach Wehrmachtu przy ulicy Lubelskiej w Chełmie, gdzie został pomocnikiem zduna, a jego ojciec wykonywał prace stolarskie. W 1943 został wywieziony do obozu w Sobiborze, gdzie zajmował się pracami murarskimi, a także był członkiem Bahnhofskommando, które rozładowywało transporty więźniów przybyłych do obozu śmierci, sprzątało rampę oraz wagony.  
Z obozu w Sobiborze uciekł z kolegą, nazywanym "Białym Herszem", który w rzeczywistości był rudy. Po dotarciu pieszo do Chełma ukrywali się u przyjaciela ojca, Franciszka Dżamana, a następnie trafili do oddziału Gwardii Ludowej pod dowództwem Konstantego Mastalerza, "Starego". Po pewnym czasie "Hersz" trafił do oddziału  Edwarda Gronczewskiego – "Przepiórki", a Leon do oddziału zwiadowczo-wywiadowczego kapitana Aleksandra Filuka. Następnie zakończył szlak bojowy w 11 Brygadzie AL, "Wolność". 

## Okres powojenny
Cymiel przeżył obóz i do końca życia mieszkał w Polsce. Swoją karierę związał z wojskiem. Był m.in. starszym oficerem informacji, a następnie szefem "Informacji 8 pułku"  KBW w Łodzi, w stopniu majora.

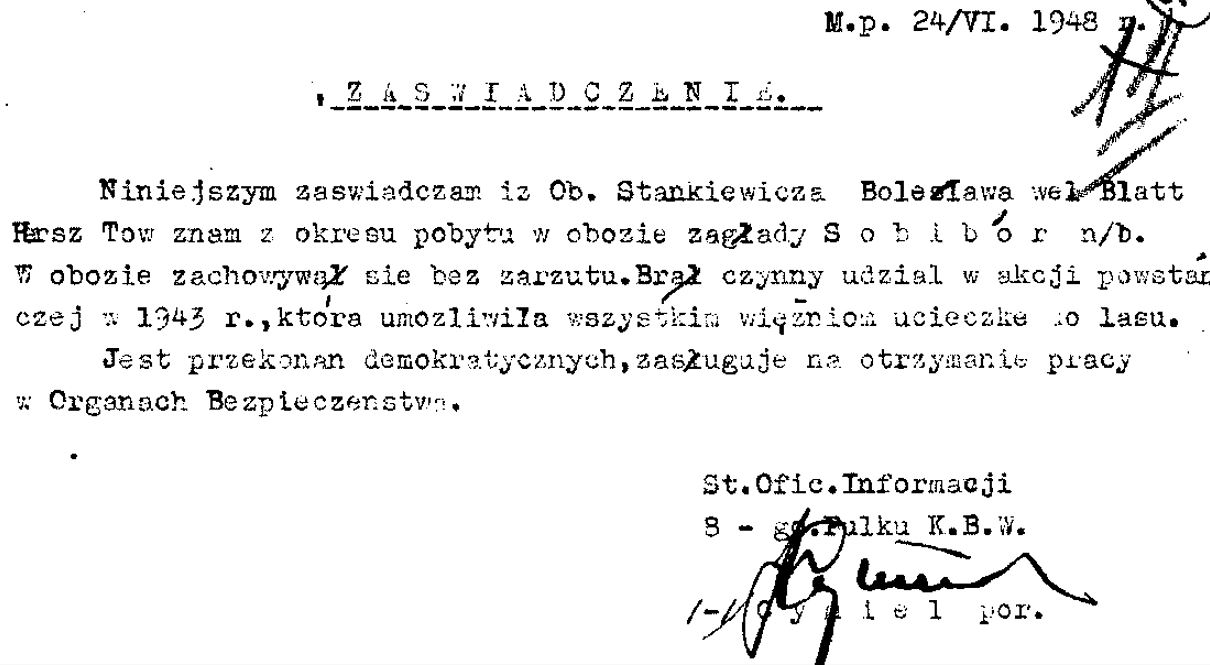
Zaświadczenie z roku 1948 rekomendujące Tomasza Blatta do pracy w Urzędzie Bezpieczeństwa.